# Gyulafirátót (Sub Bass Monster-dal)
A Gyulafirátót című dal Sub Bass Monster dala a Félre az útból albumról. A dal a rapper születésének és gyerekkorának helyszínét (faluját), magát Gyulafirátótot és annak lakosait foglalja rímekbe. Amint azt a videóban láthatjuk, a szülőfalu több helyszíne, na meg néhány helyi lakos is megjelenik a klipben.

## Gyulafirátót(Maxi-Single)
1. Gyulafirátót (albumverzió) – 3:48
2. Gyulafirátót (dBalage remix) – 3:48
3. Gyulafirátót (dBalage remix) – 3:36
4. Az utca másik oldala (rövidített albumverzió) – 4:09
5. Az utca másik oldala (dBalage remix) – 3:38